# 論議
論義或論義經，又作論議、说义、示教、廣演、章句等，音譯優婆提、烏婆提舍、憂波提舍、鄔波提舍、邬波第铄等，意爲教學、道理、講道理，即議論，或論述義理，在佛教中意爲對教法義理進行辯論、問答、议论诸法意义的經文，同时也是十二分教之一（论议支），阿毘達磨論書之一。阿毗达磨便是继承论议而发展起来，并成为《论藏》的。
这个词也可指对经文内容进行哲学论究的论书，如对《无量寿经》的注释书《无量寿经优婆提舍愿生偈》（世亲作，后魏菩提流支译），简称《净土论》、《往生论》或《无量寿经论》。有时也作为经书的注释书的标题。
后来在密宗及藏传佛教中也译作“剂门”（或作“齐门”）、“要门”或“口诀”，指对教法中最精要内容的解释，或口诀、要诀、秘诀，对应藏文的传世要门（藏語：མན་ངག་，威利转写：man ngag），如《大手印顿人要门》、《中有身要门》、《除念定碍剂门》、《对治定相剂门》、《治风碍剂门》等等，传世要门是藏传佛教各派特有的。在藏传佛教宁玛派的大圆满法中，有一部便被称为教授部（藏語：མན་ངག་སྡེ，威利转写：man ngag sde），其对应的梵语便是。
在印度教中，这个词亦指上师的教诲，如8世纪商羯罗所著的《千条教诲》。